# Гидроксид-фосфат кальция
Гидроксид-фосфат кальция — неорганическое соединение,
основная соль кальция и фосфорной кислоты
с формулой Ca5(OH)(PO4)3,
бесцветные кристаллы,
не растворяется в воде.

## Получение
- В природе встречается минерал гидроксилапатит — Ca5(OH)(PO4)3 [1].
- Реакция нитрата кальция и дигидрофосфата аммония в щелочной среде с pH ≈ 10:

{\displaystyle {\mathsf {5Ca(NO_{3})_{2}+3NH_{4}H_{2}PO_{4}+7NH_{4}OH\ {\xrightarrow {}}\ }}}
{\displaystyle {\mathsf {{\xrightarrow {}}\ Ca_{5}(OH)(PO_{4})_{3}\downarrow +10NH_{4}NO_{3}+6H_{2}O}}}

## Физические свойства
Гидроксид-фосфат кальция образует бесцветные кристаллы
гексагональной сингонии,
пространственная группа P 63/m,
параметры ячейки a = 0,94166 нм, c = 0,68745 нм, Z = 2.
Не растворяется в воде.

## Применение
- До 50 вес.% костей состоят из специфической формы гидроксиапатита. Гидроксиапатит является основным минеральным компонентом зубной эмали и дентина.